# Thomas Schaaf
Thomas Schaaf, född 30 april 1961, är en tysk fotbollsspelare och fotbollstränare.
Thomas Schaaf har lett Werder Bremen till klubbens största framgångar sedan Otto Rehhagels tid i klubben. 1999 vann Bremen tyska cupen och 2004 vann man dubbeln (ligan och cupen). Schaaf spelade under sina aktiva karriär i Werder. Innan han blev tränare för Werders proffslag var han tränare för Werders U-lag.

## Meriter

### Som spelare
- Tysk mästare: 1988

### Som tränare
- Tysk mästare: 2004
- Tysk cupmästare: 1999, 2004